# Моара де Падуре (Клуж)
Моара де Падуре (рум. Moara de Pădure) насеље је у Румунији у округу Клуж у општини Бајишоара. Oпштина се налази на надморској висини од 646 m.

## Становништво
Према подацима из 2002. године у насељу је живело 102 становника, од којих су сви румунске националности.